# Internet Key Exchange
Pour les articles homonymes, voir IKE.
Le Internet Key Exchange (IKE) est un protocole informatique utilisé pour mettre en place les informations de sécurité partagées dans IPsec.

## Présentation
IKE a été défini en premier dans les RFC 2407, RFC 2408 et RFC 2409 puis il évolue comme IKEv2 dans la RFC 4306 (cependant  "Obsoleted by: 5996", lui-même "Obsoleted by: 7296", ce dernier RFC 7296 étant accessible sur la page https://tools.ietf.org/html/rfc7296). IKE utilise l'échange de clés Diffie-Hellman pour mettre en place un secret partagé d'où les clefs de chiffrement sont dérivées. Une technique de cryptographie asymétrique est utilisée pour authentifier les deux parties.
Le protocole IKE (Internet Key Exchange) est chargé de négocier la connexion. Avant qu'une transmission IPSec puisse être possible, IKE est utilisé pour authentifier les deux extrémités d'un tunnel sécurisé en échangeant des clés partagées. Ce protocole permet deux types d'authentifications, PSK (Pre-Shared Key ou secret partagé) ou à l'aide de certificats. Il en résulte alors la génération de clefs de sessions utilisant la technique du chiffrement symétrique.
Ces deux méthodes se distinguent par le fait que l'utilisation d'un certificat signé par une tierce-partie appelée Autorité de certification (CA) assure la non-répudiation. Tandis qu'avec l'utilisation de clefs RSA, une partie peut nier être à l'origine des messages envoyés.